# 历史的垃圾堆
历史的垃圾堆（Ash heap of history）是一个虚拟的地方，用来比喻随着历史推进，一些会逐渐消失或边缘化的事物、思想或者人物。这种说法在19世纪就开始在西方使用。使其流行开来的事件是，托洛茨基在彼得格勒第二次苏维埃大会闭幕时的一番言辞。1917年10月25日（儒略历），布尔什维克（多数派）在苏维埃内获得主导地位，托洛茨基对孟什维克（少数派）说到：“你们是可怜的、被孤立的人！你们破产了。你们玩完了。从现在起，去属于你们的地方吧——历史的垃圾堆！”
从那以后，这个词语开始被更广泛地应用。时任美国总统罗纳德·里根在1982年英国众议院的演讲中宣称自由和民主会将马克思列宁主义遗弃在历史的垃圾堆。